# Osvaldo Pugliese
Osvaldo Pedro Pugliese (Buenos Aires, 2 dicembre 1905 – Buenos Aires, 25 luglio 1995) è stato un pianista, direttore d'orchestra e compositore argentino di tango.

## Biografia
Figlio di un calzolaio, Adolfo, che interveniva come appassionato flautista nei quartetti del barrio che suonavano tango, e con i suoi due fratelli maggiori che suonavano il violino, Pugliese crebbe in una famiglia dove la musica era importante.

Fu suo padre a impartirgli le prime lezioni di solfeggio, quindi iniziò a studiare il violino appassionandosi invece ben presto al pianoforte, frequentando il conservatorio, e a 15 anni iniziò a suonare "professionalmente" esibendosi al "Café de La Chancha".
Negli anni successivi si unì al quartetto di Enrique Pollet, l'orchestra di Roberto Firpo, e nel 1927 fu pianista nell'orchestra di Pedro Maffia, per poi formare un duo con il violinista Elvino Vardaro (del quale complesso non sono rimaste registrazioni).
Il duo Vardaro-Pugliese intraprese una lunga tournée all'interno del paese, accompagnati dal loro imprenditore: il poeta Eduardo Moreno autore del testo del tango "Recuerdo", ma la tournée fu un disastro economico.
Pugliese si associò quindi a un altro violinista, Alfredo Gobbi, e al giovanissimo bandeonista Aníbal Troilo, ma il gruppo durò pochi mesi. Poco dopo iniziò a suonare in trasmissioni radiofoniche, quindi nel 1934 fu chiamato come pianista nell'orchestra del bandoneonista Pedro Laurenz. In questa occasione scrisse i suoi primi tanghi, fra i quali "La beba".
Nel 1936 suonò insieme a Miguel Caló, sviluppando la sua idea di estetica del tango e nel 1936 iniziò a collaborare con la stazione radiofonica "El Mundo", quindi lavorò con il contrabbassista Aniceto Rossi e fino al 1968 col bandoneonista Osvaldo Ruggiero.

## L'Orquesta Osvaldo Pugliese
La sua orchestra divenne importante quando nel 1943 iniziò le registrazioni, e a questa orchestra collaborarono fra gli altri il cantante Roberto Chanel, Alberto Morán, Jorge Vidal, Jorge Maciel, Miguel Montero e Abel Cordoba.
Negli anni '40 Pugliese incise alcune delle sue più celebri composizioni, fra le quali La yumba, Negracha e Malandraca (nel quale anticipò lo stile successivamente ripreso da Horacio Salgán e Astor Piazzolla.
Altri tanghi celebri scritti da Pugliese furono il già menzionato Recuerdo, La beba, Adiós Bardi, Recién, Barro, Una vez e El encopao.
Durante il regime, in Argentina per anni fu proibita la radiodiffusione delle esecuzioni dell'orchestra di Pugliese, anche come censura politica per le sue idee comuniste, senza scalfire in alcun modo la sua popolarità.
Nei periodi in cui fu detenuto, la sua orchestra suonava con un garofano sul pianoforte vuoto, in omaggio al direttore.
In Argentina è appellato "San Pugliese".
Era sua consuetudine dividere gli utili in parti uguali con tutti  gil orchestrali. 
Fu tra i promotori dei diritti dei lavoratori orchestrali, si adoperò per garantire compensi i minimi e limiti agli orari di lavoro.
Per questo è ancora molto amato in Argentina e non solo.

## Tanghi celebri
Recuerdo (1924) e La yumba (1946) sono due dei tanghi più popolari di Pugliese.

## Citazioni
- «Stiamo navigando nel vasto oceano del tango»
- «La cosa importante è conoscere le correnti che ci conducano al porto del cuore della gente. Il tango deve essere sempre interpretato nei termini delle emozioni umane. Ha una voce umana. Per quel motivo dobbiamo produrre un suono che esprima esattamente quelle emozioni»
- «È necessario lottare costantemente per l'autorinnovamento fino a trasformarsi in uno strumento che stia in armonia con le voci del paese. Non possiamo fare la stessa cosa che stavamo facendo dieci anni fa. Dobbiamo trovare sempre qualcosa di nuovo; dobbiamo pensare sempre al domani»